# George Willem van Brandenburg-Bayreuth
George Willem van Brandenburg-Bayreuth (Bayreuth, 16 november 1678 – aldaar, 18 december 1726) was van 1712 tot aan zijn dood markgraaf van Brandenburg-Bayreuth. Hij behoorde tot het huis Hohenzollern.

## Levensloop
George Willem was de zoon van markgraaf Christiaan Ernst van Brandenburg-Bayreuth en diens tweede echtgenote Sophia Louise van Württemberg, dochter van hertog Everhard III. In 1712 volgde hij zijn vader op als markgraaf van Brandenburg-Bayreuth.
Als erfprins maakte hij een grand tour doorheen de Republiek der Zeven Verenigde Nederlanden en Koninkrijk Engeland, waarbij hij een grote liefde voor de marine ontwikkelde. Eveneens was hij een begeesterd jager. Na zijn terugkeer van zijn grand tour liet hij de grote karpervijver Brandenburger Weiher uitbreiden tot een meer, waar hij een schans liet bouwen en zeeslagen liet opvoeren. In zijn periode als erfprins stichtte hij eveneens de voorstad St. Georgen am See, dat hij liet aanleggen in de barokstijl en waar hij het Ordeslot van Sint-George liet bouwen. In 1705 stichtte hij de Orde van de Rode Adelaar. Bovendien renoveerde hij verschillende jachtsloten. 
Hij doorliep eveneens een militaire loopbaan. In 1701 werd hij hoofd van het kurassiersregiment van de Frankische Kreits. Aan de keizerlijke zijde nam hij succesvol deel aan talrijke veldslagen. Toen hij tijdens de Spaanse Successieoorlog in 1702 deelnam aan de Slag bij Landau, raakte hij zwaargewond door een musketkogel, waarvan hij nooit volledig zou herstellen. Na de Spaanse Successieoorlog trad hij nauwelijks meer op als militair. Hij werd in 1713 wel nog benoemd als keizerlijk veldmaarschalk.
Op 16 oktober 1699 huwde hij in Leipzig met Sophia (1684-1752), dochter van hertog Johan Adolf I van Saksen-Weißenfels. Ze kregen vijf kinderen, van wie er vier hun kindertijd niet overleefden: Christiane Sophie Wilhelmina (1701-1749), Eberhardine Elisabeth (1706-1709), Christiaan Willem (1706-1706) en de tweeling Christiaan Frederik Willem (1709-1709) en Frans Adolf Willem (1709-1709). Uit een buitenechtelijke relatie met Christiane Emilie von Gleichen kreeg hij een zoon, George Willem van Plassenburg. 
Nadat Sophia overspel gepleegd had, liet George Willem haar in de Plassenburg opsluiten. Zijn dochter Christiane beviel in 1724 ongehuwd van een tweeling, die kort na de geboorte overleed. Omdat de tweeling niet standsmatig en dus onwettig was, verbande George Willem zijn dochter van het hof. In 1724 liet hij vijftien zigeunervrouwen ophangen die een uitwijzingsbevel hadden genegeerd.
In december 1726 stierf George Willem op 48-jarige leeftijd. Omdat hij geen mannelijke nakomelingen had, werd hij opgevolgd door zijn achterneef George Frederik Karel van Brandenburg-Kulmbach.